# Tranmere Rovers Football Club
El Tranmere Rovers Football Club es un club de fútbol profesional fundado en 1884, y con sede en Birkenhead, Wirral, Inglaterra. Originalmente conocido como Belmont Football Club, adoptaron su nombre actual en 1885. Fueron miembro fundador de la Division Three North en 1921, y eran miembros de la Football League Two hasta 2015, cuando fueron relegados a quinta división del fútbol inglés. Actualmente el club juega en la Football League Two.
Durante la década de 1980, se vieron afectados por problemas financieros, y en 1987 entraron en administración. Sin embargo, esto era un preludio al período más acertado en la historia del Tranmere Rovers; Bajo el mando de John King, el equipo llegó a los play-off para la promoción a la Premier League en tres temporadas consecutivas. Bajo el sucesor de King, John Aldridge, el Tranmere Rovers experimentó un número de funcionamientos en la copa, alcanzando notablemente la final de la Football League Cup en el 2000. Otros éxitos en copas incluyen llegar a los cuartos de final en 1999-00, 2000-01 y 2003-04.
La equipación del Tranmere Rovers es una franja totalmente blanca con detalles azules, sus principales colores desde 1962. El club se trasladó a su actual casa, Prenton Park, en 1912. En 1995, el terreno tuvo un importante rediseño en respuesta al informe Taylor. Ahora tiene 16.789 en cuatro puestos: el Maind Stand, el Kop, el Johnny King Stand y el Cowshed.

## Historia

### Años de formación
El Tranmere Rovers, inicialmente, se inició como Belmont Football Club cuando dos equipos de cricket (Lyndhurst Wanderers y Belmont) se reunieron en 1884. El 15 de noviembre de 1884, ganaron su primer juego: 4:0 contra el Brunswick Rovers. Este era un partido amistoso, ya que no había liga hasta 1888. Bajo la presencia de James McGaul, el equipo tuvo una exitosa temporada inaugural, perdiendo sólo uno de sus quince partidos. Un equipo disuelto, había jugado con el nombre de Tranmere Rovers Cricket Club en 1881-82. El 16 de septiembre de 1885, antes de su segunda temporada, adoptó este nombre.
El Tranmere Rovers jugó sus primeros partidos en el Steels Field en Birkenhead. En 1887, compraron el Ravenshaws Field del Tranmere Rugby Club. En 1895, su estadio fue renombrado Prenton Park, aunque era 25 años más tarde que el equipo se movió al estadio actual del mismo nombre. El Tranmere Rovers usó por primera vez una equipación de camisa azul, pantalón corto blanco y calcetines azules. En 1889 adoptaron camisas anaranjadas y marrones, pero en 1904 volvieron a usar su equipo original.
En 1886, el Tranmere Rovers entró en su primera competición: El Liverpool and District Challenge Cup; En 1889, entraron en la West Lancashire League. Se unieron a la Combination, una liga mucho más fuerte, en 1897, y ganaron el campeonato en 1908. En 1910, continuando su movimiento a través de las ligas, entraron en la Lancashire Combination y en 1912 demostraron su ambición moviéndose al sitio actual de Prenton Park, con soporte de 800 asientos. El Tranmere Rovers ganó campeonato de la Lancashire Combination en 1914 y Stan Rowlands se convirtió en el primer jugador del Tranmere Rovers en recibir la citación internacional para su país, Gales.
El Tranmere Rovers continuó jugando mientras pasaba la Primera Guerra Mundial, aunque sus jugadores fueron criticados por evitar el servicio militar, a pesar de ser empleados en los astilleros locales.

### Años entre guerras

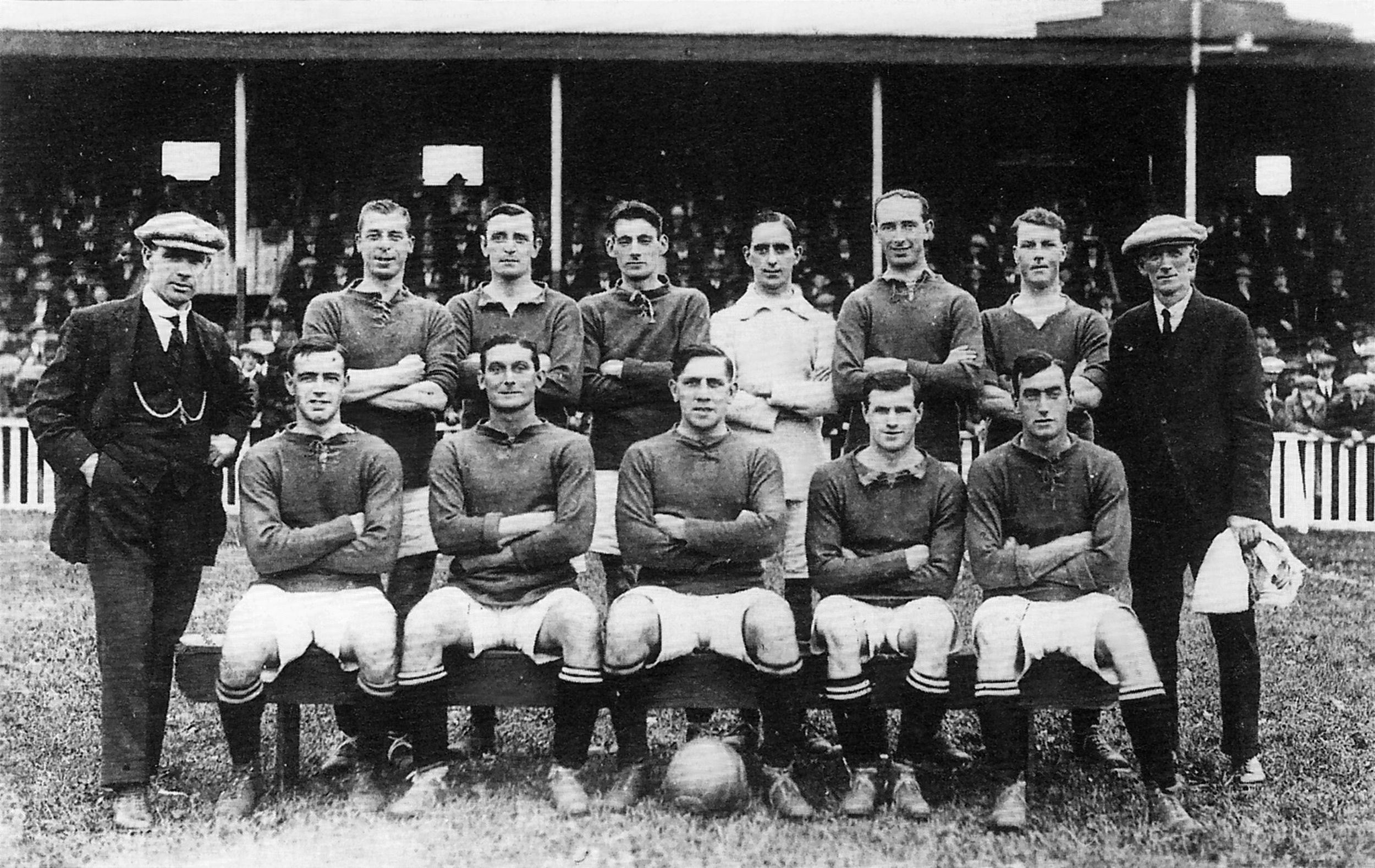
Primer partido de la Football League en 1921

Después de la expulsión de las reservas del Leeds United en 1919, el Tranmere Rovers podía entrar en la Central League. Su calendario fue excelente, ya que a la temporada siguiente, cuatro clubes de la Central League (incluyendo el Tranmere Rovers) fueron invitados a unirse a la Division Three North. El 27 de agosto de 1921, como miembros fundadores de la división, ganaron su primer partido de la Football League por 4:1 contra el Crewe Alexandra en Prenton Park. En este momento el equipo fue dirigido por Bert Cooke, que lo hizo durante 23 años en total, siendo el entrenador con más años en el club.
En 1924, el joven Dixie Dean hizo su debut a los 16 años y 355 días. Él jugó 30 partidos para el Tranmere Rovers, anotando 27 goles, antes de ser transferido al Everton por £3,000. En la temporada 1927-28, Dean anotó un total de 60 goles jugando para el Everton. Después de la partida de Dean, una cadena de jóvenes con talento también se fueron a clubes de la Division One, lo que llevó a la reputación de Cooke como un hombre de negocios astuto. Entre los vendidos se encontraba Pongo Waring quien tras haber marcado seis goles en la victoria 11:1 sobre el Durham City se fue al Aston Villa por £4,700. Waring conserva el récord de anotar más goles para el Aston Villa en una sola temporada.
En 1934, un empate por la FA Cup entre el Tranmere Rovers y Liverpool fue visto en Anfield por 61,036 espectadores, siendo una multitud récord para un partido que involucra al Tranmere Rovers. Un año más tarde, Bunny Bell anotó 57 goles durante la temporada 1933-34 y nueve goles en la victoria 13:4 en el Boxing Day de 1935 sobre el Oldham Athletic. En 2017, el total de 17 goles sigue siendo un récord en la liga.
Durante este mismo período, el Tranmere Rovers hizo varias apariciones en la Welsh Cup, llegando a la final en dos ocasiones. En 1934, perdieron 3:0 ante el Bristol City en un replay, después de un empate 1:1. La temporada siguiente, se fue mejor al vencer 1:0 al Chester, ganando su primera copa desde su incorporación a la Football League.
El Tranmere Rovers ganó su primer campeonato de la Football League en 1938 con la victoria en la Division Three North, y por lo tanto, ascendió a la Division Two por primera vez en su historia. Todavía es el único campeonato del Tranmere Rovers en la Football League. Sin embargo, fueron relegados la próxima temporada ganado seis partidos (el récord de la peor actuación de cualquier equipo en la Division Two).

### Creación de los súper blancos
Prenton Park salió de la Segunda Guerra Mundial en gran parte ileso. El Tranmere Rovers se incorporó a la Football League en tiempos de paz en la Division Three North y se quedó allí hasta la reestructuración de 1958 de las divisiones inferiores de la Football League. El entrenador Peter Farrell llevó al Tranmere Rovers a terminar 11.º en la última temporada de la Northern Section, asegurando un lugar en la nueva Division Three donde ellos eran, nuevamente, miembros fundadores. El partido final contra el Wrexham, también luchando para un lugar en la liga, atrajo a una muchedumbre de 19,615 espectadores, que sigue siendo la mayor asistencia en un partido de liga en Prenton Park.
En 1961, el capitán del Tranmere Rovers, Harold Bell, abandonó el club. Bell había sido elegido en el primer juego después de la Segunda Guerra Mundial en la temporada 1946 y no se perdió un partido hasta que fue abandonado el 30 de agosto de 1955, un total de 459 apariciones consecutivas para un equipo británico, un récord que todavía se mantiene en 2017. El Tranmere Rovers sin duda perdió su capitán, y fueron relegados a la Division Four por primera vez en 1961.
El club trajo a Dave Russell como el mánager que hizo algunos cambios revolucionarios. El Tranmere Rovers llevaba una equipación de camisa azul, pantalones cortos blancos y calcetines azules desde 1904 (el mismo color que los rivales, el Everton de la Division One). Russell introdujo una tira totalmente blanca para separar a los equipos; Estos han sido los colores habituales del Tranmere Rovers desde entonces. Russell también desarrolló una política exitosa de la juventud que incluyó al internacional de Inglaterra, Roy McFarland entre sus graduados. Russell guio al Tranmere Rovers de nuevo a la Division Three en 1967, un año antes de que un nuevo puesto principal de 4,000 plazas se abriera, y el Tranmere Rovers alcanzó la quinta ronda de la FA Cup por primera vez. Tres años más tarde, la asistencia récord del club en Prenton Park se estableció como 24,424 que presenciaron el empate 2:2 frente al Stoke City por la FA Cup.
En 1972, Ron Yeats fue establecido como jugador/manager. Fortalecía conexiones del Tranmere Rovers con sus rivales locales de Liverpool reclutando a varios excompañeros como Ian St. John, y trayendo a Bill Shankly en un papel de consultor. Este equipo vio uno de los resultados más memorables del Tranmere Rovers de todos los tiempos cuando, en un empate de la Copa de la Liga en 1973, el Tranmere Rovers venció 1:0 al Arsenal de la Division One en su antigua casa de Highbury. Sin embargo, el Tranmere Rovers regresó a la Fourth Division en 1975. La década siguiente fue una de las más sombrías en la historia del club, con el equipo por lo general en la parte inferior de la Fourth Division, acosado por problemas financieros, y la consecución de las multitudes de menos de 2,000 espectadores.
En 1979, Steve Mungall se unió al Tranmere Rovers desde el Motherwell. Él hizo más de 500 apariciones de liga para el Tranmere Rovers en un período de 17 años. Este hechizo vio al Tranmere Rovers subir y hacer varias apariciones en Wembley. Él permanecía con el club en el personal que entrenaba antes de salir en octubre del 2000 para perseguir intereses de negocio.

### Década de 1980
Otro descenso a la Fourth Division en 1979 puso en dificultades financieras al club. Las deudas se montaron a lo largo de la década de 1980, con la insolvencia anticipada a través de una serie de partidos amistosos, contribuciones de los aficionados y un préstamo de £200,000 del Consejo de Wirral. Esta asociación demostró ser duradera, pues el logotipo de Wirral todavía apareció en las camisas hasta 2011. Sin embargo, en 1987 el club entró en la administración, con el hombre de negocios local Peter Johnson que asume el control y la propiedad. Esto resultó ser un punto de inflexión en la historia del Tranmere Rovers, el club bajo su propiedad disfrutando de lejos el período más exitoso de su historia, en el que el director John King llevó al equipo desde la parte inferior de la Fourth Division al borde de la liga superior inglesa. La primera tarea de King fue evitar el descenso. La seguridad se garantizó en el último partido de la temporada con una victoria en casa por 1:0 sobre el Exeter City.
La primera temporada completa (1987-88) del segundo mandato de King vio al Tranmere Rovers hacer su primera aparición en el Wembley Stadium ya que clasificó a la Football League Centenary Tournament. El Tranmere Rovers tuvo estrellas sorpresivas del evento, superando al Wimbledon y al Newcastle United de la Division One antes de perder en penaltis a los eventuales ganadores, el Nottingham Forest. La siguiente temporada, King guio al Tranmere Rovers a la promoción como subcampeón de la Fourth Division. Su último juego jugado para asegurar la promoción fue contra el Crewe Alexandra, y fue notable por el hecho de que ambos equipos necesitaban un punto para ganar la promoción. La primera mitad fue disputada como de costumbre, pero en la segunda mitad, con la puntuación en 1:1, ambos equipos no atacaron los goles del otro, lo que llevó a celebraciones combinadas en el silbato final.
En la misma temporada, lograron una serie de éxitos en copas, incluyendo la derrota frente al Middlesbrough de la Division One. La promoción fue casi lograda en su primera temporada en la Division Three, perdiendo 2:0 en la final de la eliminatoria frente al Notts County, una semana después de la victoria 2:1 del Tranmere Rovers sobre el Bristol Rovers en Wembley en la final de la Leyland DAF Trophy había asegurado el primer trofeo del club. Un elemento clave en el éxito del Tranmere Rovers durante este período fue la forma del delantero Ian Muir. Se unió al club en 1985 y anotó 180 goles en once temporadas. Él es el máximo goleador del club, quedando en el salón de la fama del club. El miembro del salón de la fama, John Morrissey, se unió al club en 1986. El extremo pasó 14 temporadas, haciendo 585 apariciones.

### Años en Wembley
En la temporada 1990-91, el Tranmere Rovers ganó la promoción a la Division Two por primera vez desde los años 30, con una victoria en el play-off de 1:0 sobre el Bolton Wanderers. Una vez más, el Tranmere Rovers hizo una aparición en la final del Leyland DAF Trophy, esta vez perdiendo 3:2 frente al Birmingham City. 
El exjugador del Liverpool, John Aldridge, se unió al club en el verano de 1991, firmando desde la Real Sociedad de España por £250,000; Él permanecería en la nómina del club durante 10 años, anotando 170 goles, solo a 10 goles de Ian Muir, el máximo goleador del club. Aldridge fue llamado 30 veces para jugar en la selección irlandesa, siendo el primer jugador del Tranmere Rovers en anotar en una Copa del Mundo, cuando le anotó un gol a la selección mexicana en la derrota por 2:1 contra el conjunto azteca. En 1993, el internacional de Escocia, Pat Nevin, se unió al equipo, formando un ataque de cuatro hombres junto a Aldridge, Malkin y Morrissey. El Tranmere Rovers alcanzó los play-off en tres temporadas consecutivas, perdiendo en las 3 frente al Swindon Town en 1993, Leicester City en 1994 y Reading en 1995. En 1994 se unió al equipo el antiguo lateral derecho de la selección inglesa Gary Stevens, procedente de los Glasgow Rangers, y, este año, también vio el progreso del Tranmere Rovers a la semifinal de la Copa de la Liga, donde le hicieron frente al Aston Villa en los 2 partidos. La ida fue ganada 3:1 por el Tranmere Rovers, con el Aston Villa anotando en el minuto 94. En la vuelta fue de 2:1 hasta el minuto 88 con el Aston Villa anotando el tercero, por lo que el partido fue a tiempo extra y penaltis. El Tranmere Rovers empezó ganando 3:1 en los 12 pasos, pero el Aston Villa daría vuelta a un 4:3. Un Prenton Park reconstruido en marzo de 1995, con una capacidad de 17,000 espectadores. Un año más tarde, John Aldridge fue declarado jugador/manager y ocupó ese puesto hasta su retiro en 1999.

### Años 2000 en adelante
En la temporada 1999-00, a pesar de las restricciones financieras severas, las victorias sobre una sucesión de lados de la presidencia no sólo llevaron a un lugar en la sexta ronda de la FA Cup, sino un lugar en la final de la Football League Cup del 2000 frente al Leicester City (la primera vez que el Tranmere Rovers llegaba a una final de una competición importante). Matt Elliott anotó el gol del apertura para el Leicester City, antes de que Clint Hill del Tranmere Rovers fuera expulsado. A pesar de ser 10 jugadores, el Tranmere Rovers logró empatar gracias a David Kelly; Pero Elliott volvió a anotar, dándole la victoria por 2:1 al Leicester City.
En el año 2000, la equipación volvió a ser totalmente blanca y todavía se utiliza en 2017. Esa temporada disfrutaron de otra carrera en las competiciones de la Copa superando a rivales como Everton de la Premier League por 3:0 en Goodison Park, y luego 4:3 al Southampton (luego de ir 0:3 abajo), antes de irse finalmente frente al Liverpool. Sin embargo, lucharon en los partidos de la liga; Aldridge renunció antes de que el descenso del Tranmere a la Division Two terminara siendo realidad, luego de 10 años en la Division One.
Brian Little fue nombrado mánager en 2003. Llevó al Tranmere Rovers a una semifinal de play-off en 2004-05 y a un replay en la sexta ronda de la FA Cup frente a los futuros campeones, el Millwall. Al final de la temporada 2005-06, Little dejó el club y fue reemplazado por el exjugador Ronnie Moore. En las tres temporadas de Moore a cargo, el club terminó 9°, 11° y 7°, simplemente perdiendo los play-off en la temporada final. A pesar de esto, fue despedido en 2009 y reemplazado por el ex extremo de Inglaterra, John Barnes, cuya única experiencia en la gerencia fue con el Celtic 10 años anterior. Fue mientras que Barnes era el asistente de Kitman y Mark Trevor, donde estuvo por 12 años. Habiendo estado desde 1997, volvió en 2009 en un partido frente al Charlton Athletic. El reinado de Barnes duró solo 5 meses antes de que el fisioterapeuta del club, Les Parry, recibiera un cargo temporal. El Tranmere Rovers terminó la temporada en 19.º lugar en la Ligue One, evitando el descenso en el último día con una victoria 3:0 frente al Stockport County. En junio de 2010, Parry recibió el trabajo de entrenador de manera permanente. Fue despedido el 4 de marzo de 2012, después de una derrota 1:0 frente al Chesterfield, que los dejó un punto por encima del descenso, siendo reemplazado por Ronnie Moore para el resto de la temporada. Moore ganó seis de sus trece partidos a cargo al final de la temporada, guiando al Tranmere Rovers a mitad de tabla. Moore entonces terminó firmando contrato de un año con el Tranmere Rovers, manteniéndolo en el club hasta el final de la temporada 2012-13.
Hacia el final de la temporada 2013-14, Moore admitió que rompía las reglas de la Football League, y fue despedido por el Tranmere Rovers cuando el club estaba justo fuera de la zona de descenso. El ayudante John McMahon asumió el control como mánager provisional, pero el Tranmere Rovers descendió a la League Two en el partido final de la temporada. Rob Edwards fue nombrado posteriormente como nuevo mánager.
El 14 de agosto de 2014, se anunció que el exjugador y el director ejecutivo de la Football League, Mark Palios y su esposa Nicola estaban tomando una participación mayoritaria en el club, llegando a ser Presidente. Johnson, el anterior presidente del club, quedaría como Presidente Honorario.
Después de un mal comienzo de temporada, la derrota en casa ante el Plymouth Argyle el 11 de octubre de 2014 vio al Tranmere Rovers en el último lugar de la Football League por primera vez desde el 27 de agosto de 1987 después de haber perdido sus dos primeros partidos de la temporada. Edwards fue destituido como mánager el 13 de octubre. Mickey Adams se hizo con una semana más tarde, con el objetivo de salvar al club del descenso. Sin embargo, el 25 de abril de 2015, el Tranmere Rovers fue relegado a la National League, después de otra derrota frente al Plymouth Argyle, poniendo fin a 94 años de permanencia en la Football League.

### Años en la National League
Gary Brabin fue nombrado mánager el 5 de mayo de 2015. Fue una temporada de altibajos, siendo en casa la parte más sufrida de la temporada, mientras que de visita fue una campaña exitosa. Tomó un rato para que el Tranmere Rovers se acomodara a la quinta división. A pesar de haberse acomodado en enero, era demasiado tarde para pelear por puestos de play-off. Gary Brabin terminó sexto, a un lugar de la zona de play-off, en su primera temporada.
El Tranmere Rovers comenzó la temporada brillantemente, estando en los puestos más altos de liga a finales de agosto, ganando Gary Brabin, el mánager del mes. Sin embargo, esa brillante campaña se sumergió luego de cuatro derrotas consecutivas, empezando frente al Sutton United, siendo despedido Brabin el 18 de septiembre de 2016. El asistente del Southport, Paul Carden tomó las riendas en forma provisional. El 6 de octubre de 2016, el exjugador, Micky Mellon, fue nombrado mánager permanente. Su primer partido lo disputó contra el rival fronterizo, el Wrexham ganando 2:0.

## Colores y escudo
El Belmont Football Club, los precursores del Tranmere Rovers de hoy, llevaban camisas azules y pantalones cortos blancos, al igual que las primeras equipaciones del Tranmere Rovers, hasta un cambio radical en 1889, cuando una combinación de camisas color marrón y naranja y shorts azul marino fueron introducidos para "deslumbrar" a sus oponentes en la West Lancashire League. Estos fueron abandonados en 1904 volviendo a los colores azules y blancos, que se mantuvieron hasta el día de hoy.
El Tranmere Rovers introdujo su primera insignia en su camisa en el año 1962, usando el escudo de armas de la ciudad de Birkenhead, junto con su lema Ubi fides ibi lux et robur, que significa "Donde hay fe hay luz y fuerza". El escudo fue cambiado en 1972 por un monograma, y en 1981 por un escudo azul y blanco simplificado. En 1987, un escudo complicado y confuso fue introducido, adaptando el escudo de Birkenhead con la inclusión de un balón y de un logotipo de TRFC. La insignia más simple de hoy fue adoptada en 1997, y ligeramente modificada en 2009 para marcar el 125 aniversario del club. El escudo azul y blanco incorpora los elementos simplificados del escudo de armas cívico de Birkenhead: el crosier y el león formaron originalmente parte del sello priorato de Birkenhead; El roble era un símbolo local del Tranmere Rovers; La estrella o estrella de mar representa a Bebington; Los dos leones representan a Oxton; Y las crescentes pueden representar a la familia de Laird.

## Estadio
El Tranmere Rovers jugó sus primeros partidos en Steeles Field en Birkenhead, pero en 1887, compraron un nuevo sitio en el campo del Tranmere Rugby Club. El terreno se denominó de diversas maneras: Borough Road Enclosure, Ravenshaw's Field y South Road. El nombre "Prenton Park" fue adoptado en 1895 como resultado de una sugerencia en la página de cartas del Football Echo. Debido a que la tierra era necesaria para la vivienda y una escuela, el Tranmere Rovers se vio obligado a moverse y el nombre fue con ellos. El actual Prenton Park fue inaugurado el 9 de marzo de 1912. Había soportes (también conocidas como gradas) a ambos lados del campos, un cercado con tres terrazas abiertas, el formato que permaneció hasta 1994.
Muchas mejoras en el terreno fueron impulsadas por cambios en la legislación. El cambio más grande de todos ocurrió durante 1994 y 1995. El informe Taylor sugirió que todos los estadios en las dos divisiones superiores del fútbol inglés no deben permitir tener a personas paradas. La respuesta del club fue la de reconstruir tres lados del terreno con los nuevos asientos creados: el Borough Road Stand (actualmente llamado Johnny King Stand), el Cowshed y el nuevo Kop, además del Maind Stand. La capacidad en el estadio aumentó de 14.200 a 16.789 de hoy. El 11 de marzo de 1995, el nuevo terreno se abrió oficialmente con un coste de £3.1 millones.
Las asistencias al estadio han fluctuado a lo largo de sus cien años de historia. Alrededor de 8.000 visitantes vieron el primer partido, ya que el Tranmere Rovers venció al Lancaster Town por 8-0. La mayor cantidad de público en Prenton Park fue 24.424 para un partido de FA Cup de 1972 frente al Stoke City. En 2010, un promedio de 5.000 aficionados asistieron a los partidos en casa.

## Aficionados y Rivalidades
El Tranmere Rovers tuvo una asistencia promedio en casa de 5.467 durante la temporada 2010-11, convirtiéndose en el 12° mejor club apoyado en la League One y el 61 en la Football League. El club cuenta con una serie de grupos de seguidores, incluyendo el Tranmere Rovers Supporters Trust; En 2010, el grupo recaudó £12.500 por el préstamo del jugador Andy Robinson. En 2011 recaudaron £200.000 y planearon adquirir una participación mayoritaria en el Tranmere Rovers.
A pesar de estar geográficamente cerca de Everton y Liverpool, el tiempo del Tranmere Rovers en las divisiones inferiores hizo que rara vez se hayan encontrado y han formado rivalidades con otros clubes contra los que compiten regularmente. Según el Football Fans Census (censo de los fanáticos del fútbol) en 2003, los aficionados del Tranmere Rovers alineó al Bolton Wanderers como sus rivales principales, seguidos por el Chester City y el Everton. En un censo más reciente, el Oldham Athletic superó al Bolton Wanderers como sus principales rivales, seguidos por el Everton y Liverpool en el tercer conjunto, aunque el censo no tenía a clubes pertenecientes a la Football League, como los vecinos cercanos de Chester, Wrexham y Southport. El Tranmere Rovers tenía una rivalidad feroz con el Wallasey, hasta que el club dimitió de la Football League.

## Tranmere Rovers Ladies
El Tranmere Rovers Ladies Football Club fue fundado en 1990. Con base en Wirral, se afilian con el equipo de los hombres, y juegan en el Villa Park del Ashville en Wallasey. Entre 1996 y 2004 compitieron en la FA Premier League National Division, la primera división del fútbol femenino inglés. Desde 2011, han jugado en la North West Regional League, Premier Division. A partir del comienzo de la temporada 2011-12 el club ganó la Cheshire Cup, que ha ganado 11 veces.

## Jugadores

### Antiguos jugadores
Como parte de las celebraciones del 125 aniversario del club en 2010, se anunció un salón de la fama, al principio honrando a siete exjugadores y entrenadores: Ian Muir, John Aldridge, John King, Ray Mathias, Steve Mungall, John Morrissey y Pat Nevin. Harold Bell tiene el récord de más apariciones consecutivas de la liga para un equipo británico. Fue elegido para el primer partido después de la Segunda Guerra Mundial en la temporada 1946-47 y no perdió un partido hasta el 30 de agosto de 1955, un total de 401 partidos consecutivos en la Third Division North.

## Palmarés

### Liga
- EFL League Two Play-Off: 2019

- Third Division North: 1937-38

- Lancashire Combination: 1913-14, 1918-19

- The Combination: 1907-08

### Copa
- Welsh Cup: 1934-35

- League Trophy: 1989-90